# Ryan Anderson (basketballer, 1988)
Ryan James Anderson (Sacramento, 6 mei 1988) is een Amerikaans voormalig basketbalspeler in de NBA. Anderson speelde als power-forward.

## Carrière
Anderson speelde collegebasketbal voor de California Golden Bears voordat hij zich kandidaat stelde voor de NBA Draft in 2008. Hij werd als 21e gekozen in de eerste ronde door de New Jersey Nets. Na 1 seizoen bij de Nets werd hij samen met Vince Carter geruild naar de Orlando Magic in ruil voor Rafer Alston, Tony Battie en Courtney Lee. Hij speelde drie seizoenen bij Orlando en haalde daarin driemaal de play-offs. Tijdens het seizoen 2011/12 scoorde Anderson 166 driepunters, het hoogste aantal in de NBA tijdens dit seizoen. Mede hierdoor kreeg Anderson in 2012 de trofee van de NBA Most Improved Player Award. Hij verruilde op 11 juli 2012 Orlando voor de New Orleans Hornets, Orlando kreeg Gustavo Ayón in ruil.
Hij speelde vier seizoenen voor de Hornets/Pelicans, enkel in 2015 haalde men de play-offs. Anderson begon bij de Pelicans vaak op de bank, maar haalde toch mooie gemiddelde scores per wedstrijd. Hij tekende in de zomer van 2016 bij de Houston Rockets waar hij twee seizoenen speelde en ook tweemaal de play-offs haalde. Na twee seizoenen werd hij op 31 augustus 2018 samen met De'Anthony Melton geruild naar de Phoenix Suns in ruil voor Marquese Chriss en Brandon Knight. Amper zes maanden later werd Anderson in 2019 geruild naar de Miami Heat voor Wayne Ellington, Tyler Johnson en een geldbedrag. Na een half seizoen bij de Heat, tekende hij op 27 september 2019 als vrije speler bij de Houston Rockets maar hij speelde dat seizoen maar twee wedstrijden voor de Rockets. Op 18 november 2019 zagen de Rockets af van het contract van Anderson, waarna Anderson geen nieuwe club meer kon vinden en een einde maakte aan zijn carrière.

## Erelijst
- NBA Most Improved Player: 2012

## Statistieken

### Regulier seizoen
| Seizoen  | Team                 | WG  | WS  | MPW  | 2P%  | 3P%  | FW%  | RPW | APW | SPW | BPW | PPW  |
| -------- | -------------------- | --- | --- | ---- | ---- | ---- | ---- | --- | --- | --- | --- | ---- |
| 2008/09  | New Jersey Nets      | 66  | 30  | 19,9 | 39,3 | 36,5 | 84,5 | 4,7 | 0,8 | 0,7 | 0,3 | 7,4  |
| 2009/10  | Orlando Magic        | 63  | 6   | 14,5 | 43,6 | 37,0 | 86,6 | 3,2 | 0,6 | 0,4 | 0,2 | 7,7  |
| 2010/11  | Orlando Magic        | 64  | 14  | 22,1 | 43,0 | 39,3 | 81,2 | 5,5 | 0,8 | 0,5 | 0,6 | 10,6 |
| 2011/12  | Orlando Magic        | 61  | 61  | 32,2 | 43,9 | 39,3 | 87,7 | 7,7 | 0,9 | 0,8 | 0,4 | 16,1 |
| 2012/13  | New Orleans Hornets  | 81  | 22  | 30,9 | 42,3 | 38,2 | 84,4 | 6,4 | 1,2 | 0,5 | 0,4 | 16,2 |
| 2013/14  | New Orleans Pelicans | 22  | 14  | 36,1 | 43,8 | 40,9 | 95,2 | 6,5 | 0,8 | 0,5 | 0,3 | 19,8 |
| 2014/15  | New Orleans Pelicans | 61  | 5   | 27,5 | 39,9 | 34,0 | 85,4 | 4,8 | 0,9 | 0,5 | 0,3 | 13,7 |
| 2015/16  | New Orleans Pelicans | 66  | 7   | 30,4 | 42,7 | 36,6 | 87,3 | 6,0 | 1,1 | 0,6 | 0,4 | 17,0 |
| 2016/17  | Houston Rockets      | 72  | 72  | 29,4 | 41,9 | 40,4 | 86,0 | 4,6 | 0,9 | 0,4 | 0,2 | 13,6 |
| 2017/18  | Houston Rockets      | 66  | 50  | 26,1 | 43,1 | 38,6 | 77,4 | 5,0 | 0,9 | 0,4 | 0,3 | 9,3  |
| 2018/19  | Phoenix Suns         | 15  | 8   | 18,5 | 31,7 | 20,6 | 78,6 | 3,0 | 1,1 | 0,2 | 0,1 | 3,7  |
| 2018/19  | Miami Heat           | 10  | 0   | 4,4  | 22,2 | 33,3 | 50,0 | 0,9 | 0,2 | 0,1 | 0,0 | 0,7  |
| 2019/20  | Houston Rockets      | 2   | 0   | 7,0  | 28,6 | 20,0 | 0,0  | 3,5 | 1,0 | 0,5 | 0,0 | 2,5  |
| Carrière | Carrière             | 649 | 289 | 25,8 | 42,2 | 38,0 | 85,4 | 5,3 | 0,9 | 0,5 | 0,3 | 12,3 |

### Play-offs
| Seizoen  | Team                 | WG | WS | MPW  | 2P%  | 3P%  | FW%   | RPW | APW | SPW | BPW | PPW  |
| -------- | -------------------- | -- | -- | ---- | ---- | ---- | ----- | --- | --- | --- | --- | ---- |
| 2010     | Orlando Magic        | 9  | 0  | 9,9  | 31,0 | 28,6 | 100,0 | 3,5 | 0,3 | 0,2 | 0,2 | 2,6  |
| 2011     | Orlando Magic        | 6  | 0  | 24,5 | 26,7 | 30,0 | 100,0 | 4,5 | 0,5 | 0,8 | 0,2 | 4,7  |
| 2012     | Orlando Magic        | 5  | 5  | 34,4 | 34,1 | 40,0 | 85,7  | 4,6 | 0,8 | 0,6 | 0,4 | 9,6  |
| 2015     | New Orleans Pelicans | 4  | 0  | 23,8 | 44,4 | 41,7 | 100,0 | 4,3 | 2,3 | 0,0 | 0,5 | 10,8 |
| 2017     | Houston Rockets      | 11 | 9  | 30,5 | 39,1 | 28,3 | 87,5  | 5,2 | 0,6 | 0,4 | 0,2 | 9,4  |
| 2018     | Houston Rockets      | 11 | 0  | 8,6  | 35,0 | 33,3 | -     | 1,2 | 0,5 | 0,3 | 0,1 | 1,7  |
| Carrière | Carrière             | 46 | 14 | 20,3 | 36,3 | 32,5 | 91,7  | 3,7 | 0,7 | 0,4 | 0,2 | 5,7  |